# امام
اِمام واژه‌ای عربی و به معنای پیشوا، رهبر و فرمانده است که از اصطلاحات خاص دین اسلام است.
این واژه به خودی خود معنی مقدسی ندارد و در قرآن برای پیشوایانی که مردم را به سوی خدا هدایت می‌کردند به کار می‌رود. اما غیر از این معنای عام دارای معانی و کاربردهای خاصی در مذهب شیعیان نیز هست.

## کاربردها
- واژه امام به صورت محض: مقصود از واژه امام هنگامی که به صورت محض به کار برده شود ائمه شیعه می‌باشد که به موضوع امامت شیعه بازمی‌گردد.

مثل امام علی، امام حسن، امام حسین و…
- امام جماعت: هر فردی که پیش‌نماز بایستد و دیگران به او اقتدا کنند. این کاربرد بین تمام مسلمانان مشترک است. از نظر فقه شیعه، امام جماعت باید عادل باشد. به عبارت دیگر نمازگزاران دیگر از او گناه کبیره یا اصرار بر گناه صغیره ندیده باشند.
- رهبر اجتماع: خواجه نصیر الدین طوسی در «تجرید الاعتقاد» امامت را به عنوان «ریاسةٌ عامهٌ» یعنی ریاست عمومی تعریف می‌کند. این معنی امامت نیز بین تمام مسلمانان جز خوارج مشترک است. البته فرق مختلف شرایط و مصادیق متفاوتی را برای امام در نظر می‌گیرند.
- عالمان برجستهٔ دینی: اهل سنت برای برخی از دانشمندان بسیار برجستهٔ دینی، نظیر محمد غزالی و فخر رازی از این لقب استفاده کرده‌اند.
- برخی عالمان شیعی: برای برخی عالمان شیعه به‌خصوص روح‌الله خمینی لفظ امام به صورت شهرتی فراگیر درآمده است و وی را امام خمینی می‌گویند. مسلمانان شیعه اسماعیلی نیز امام را به دو صورت تعریف می‌کنند یکی به عنوان امام اصل و حاضرشان و دیگری به مقام بلندپایه دینی گفته می‌شود.
- لقب بیانگر تقدس: در برخی کشورهای عربی نظیر عراق، سوریه، لبنان و کشورهایی نظیر ایران و جمهوری آذربایجان عده‌ای از مردم روسیه و بسیاری از مسلمانان اروپایی مردم (شیعه و سنی) بسیاری از افراد مقدس را امام می‌خوانند.

## امام در قرآن
در قرآن از سه نفر با عنوان امام یاد شده است و آنان ابراهیم و اسحاق و یعقوب هستند.

## امامت در نزد شیعیان امامیه
امامت یکی از اصول مذهب شیعه است، که به جهت اهمیت آن شیعیان دوازده امامی خود را امامیّه می‌خوانند.
اصول دین شیعه: توحید، معاد، نبوت، (در این سه مورد مشترک با اهل سنت)؛
امامت و عدل.

## نگارخانه

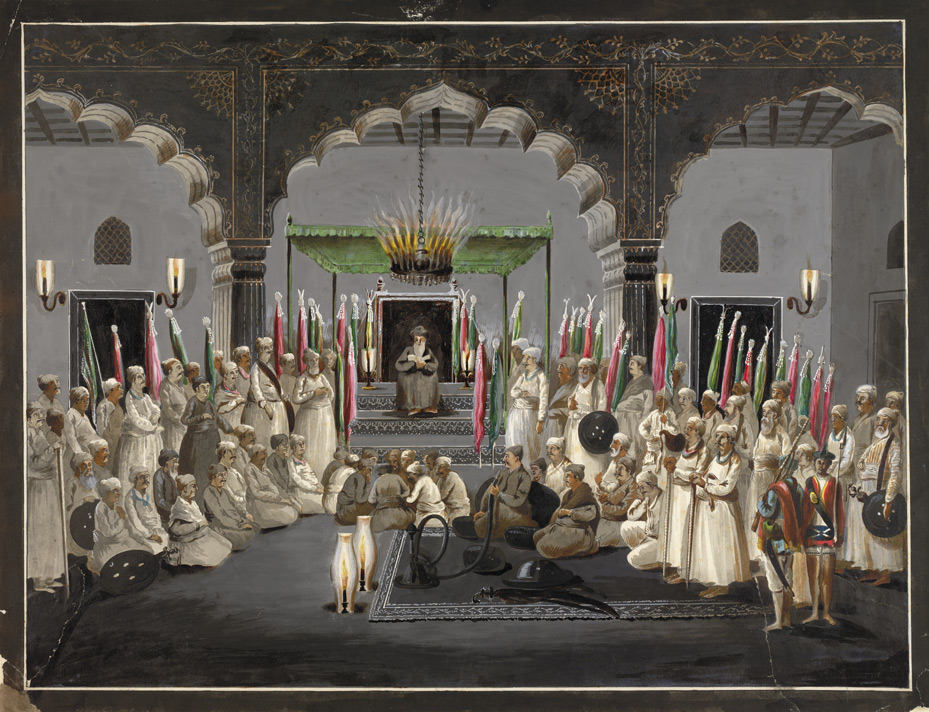
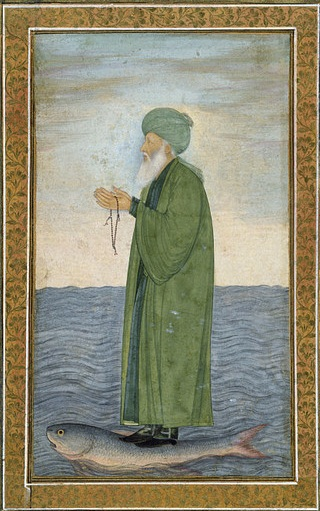
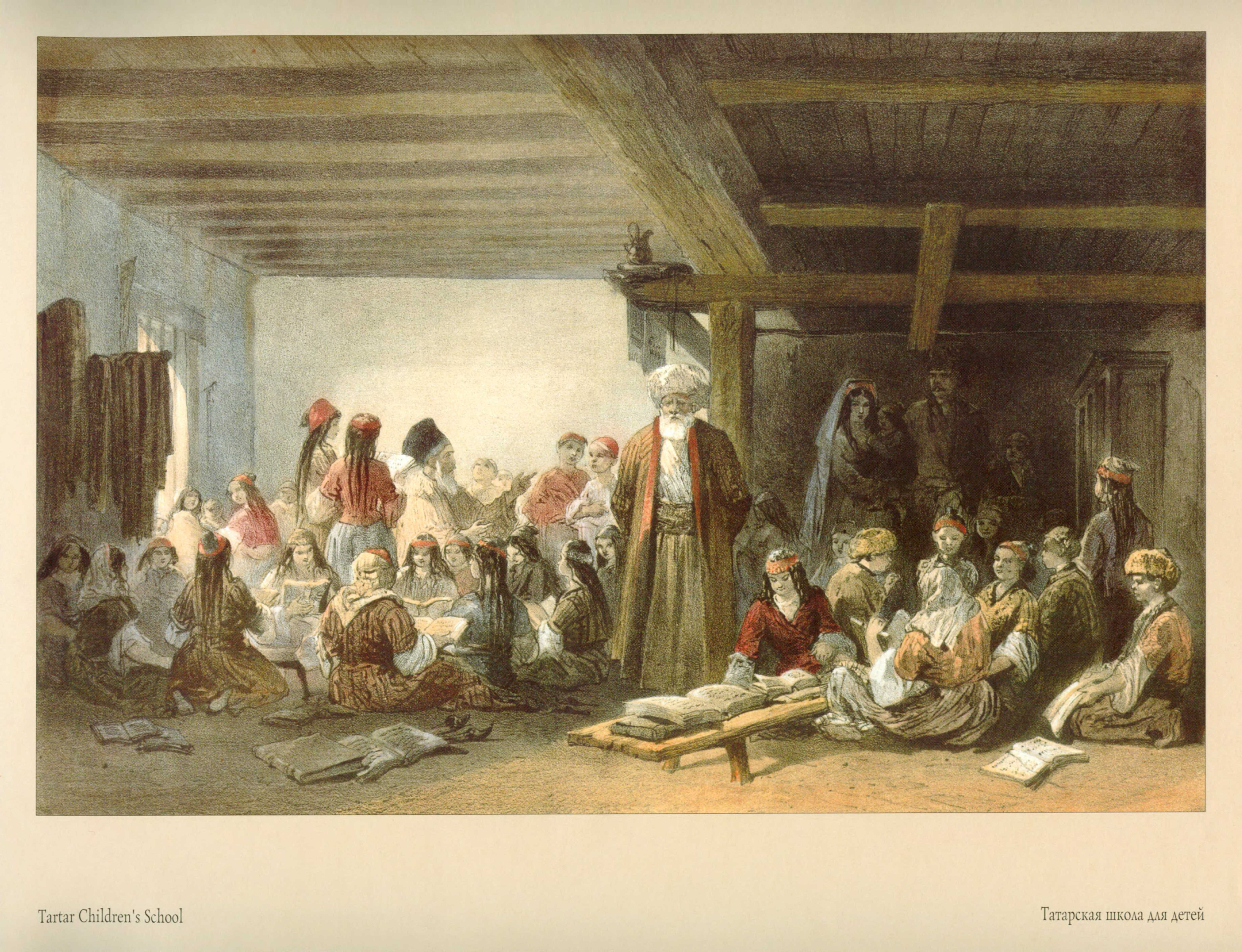
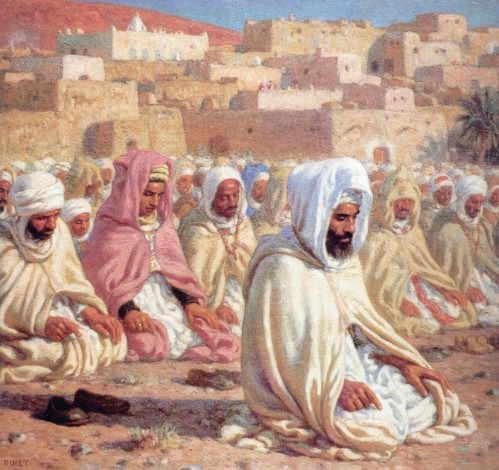
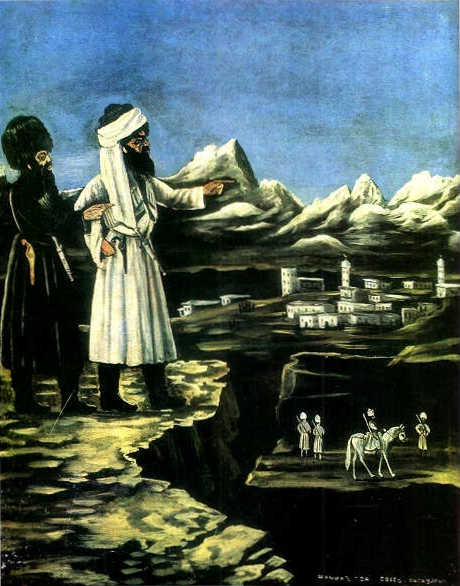
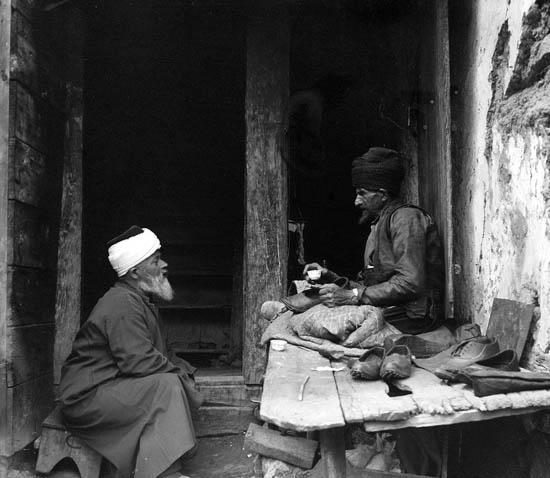
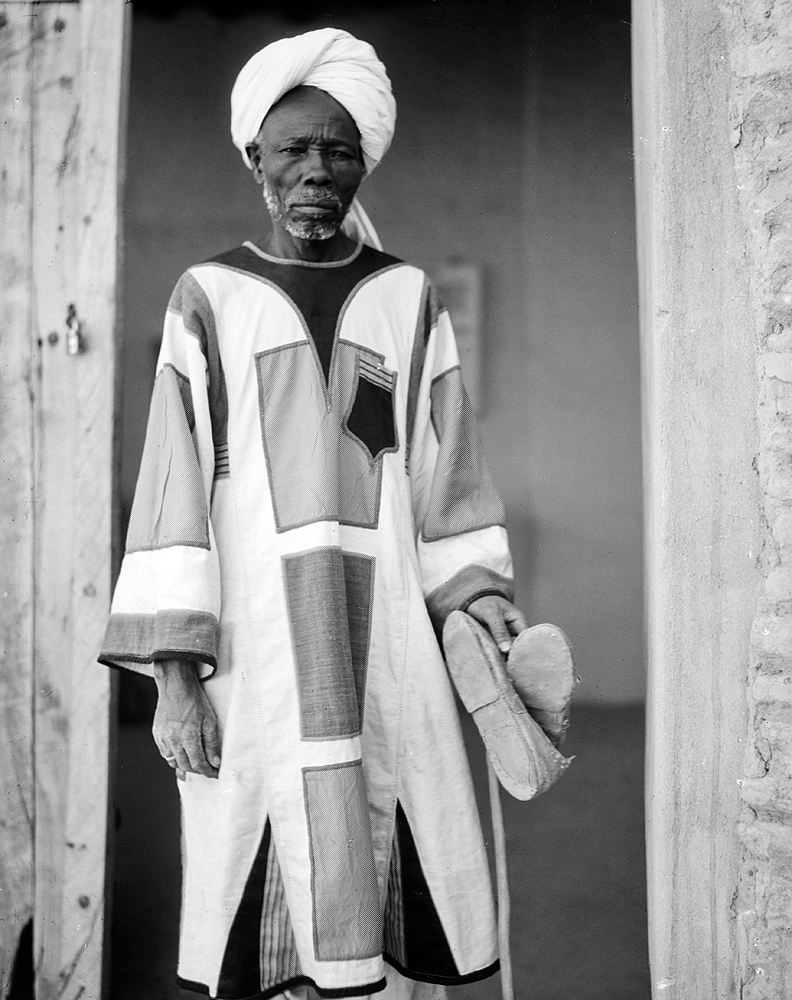
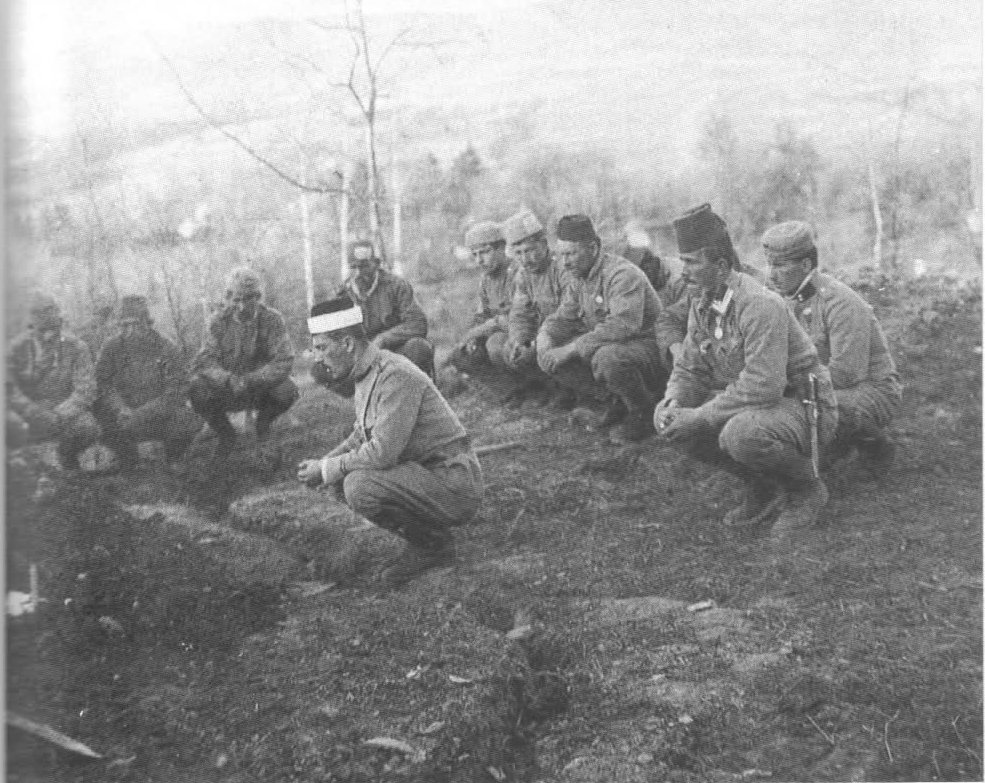
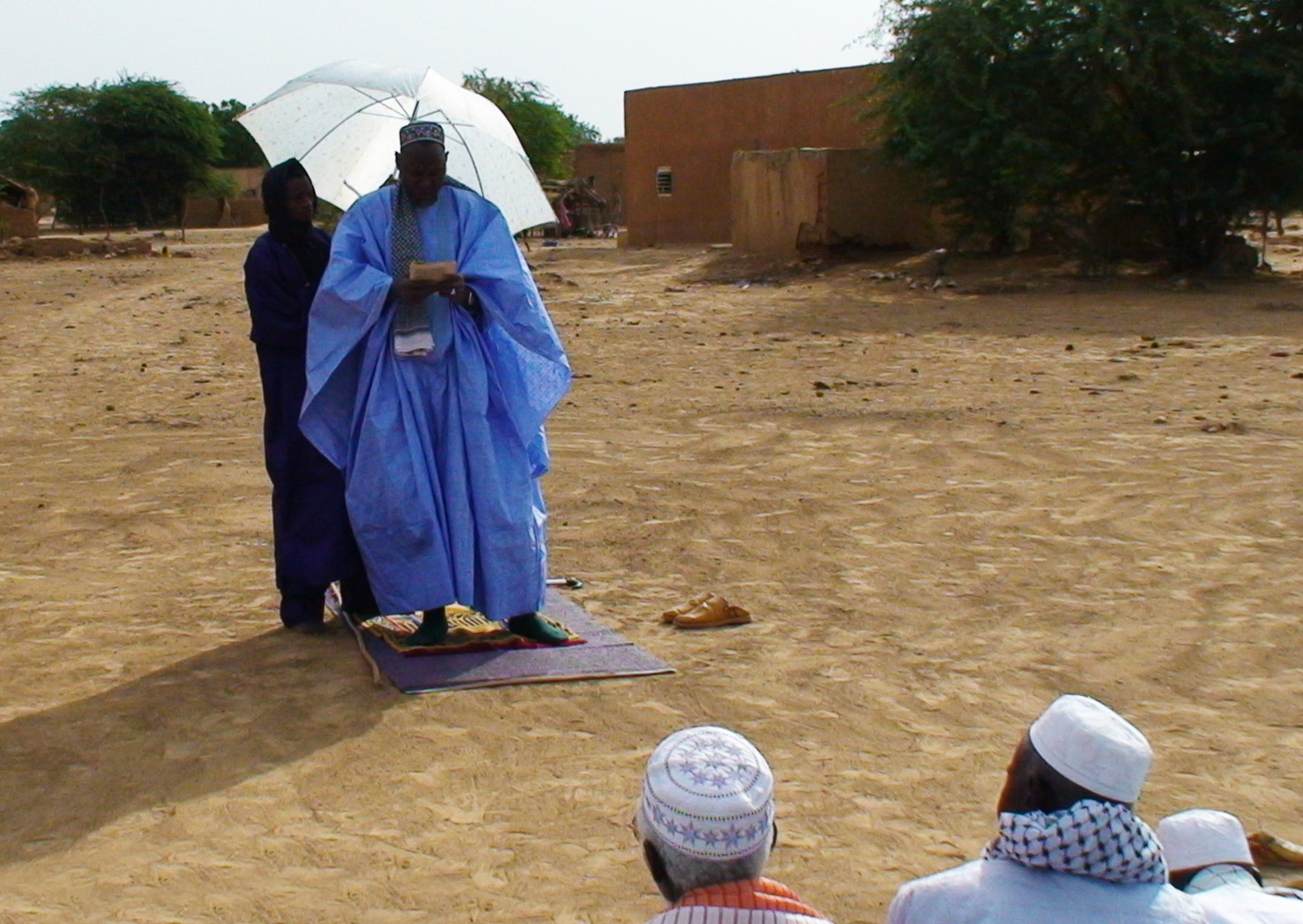